# María Solar
María del Carmen Solar Núñez (Santiago de Compostela, 25 de diciembre de 1970) es una periodista, presentadora y escritora española. Presenta el cultural Zigzag Fin de Semana en la Televisión de Galicia. Su amplia trayectoria laboral se centra principalmente en televisión y radio, aunque ha colaborado en prensa y revistas. En la literatura se ha dedicado a públicos de todas las edades. Su obra ha sido premiada ampliamente y traducida a varios idiomas.

## Biografía
Su formación académica abarca con naturalidad las ciencias y las letras. Es licenciada en Periodismo por la Universidad SEK en Segovia; también es licenciada en Biología por la Universidad de Santiago de Compostela (USC), donde se diplomó además en Magisterio. Tiene el título de Especialista en información ecológica y medioambiental por la Universidad Politécnica de Madrid
Comenzó a trabajar durante sus estudios universitarios, primero como actriz de doblaje y después en Radio Compostela. Ese fue su primer contacto con el mundo de la comunicación que ya nunca abandonaría. Ha centrado su trabajo como periodista en el ámbito de la radio y televisión autonómica de Galicia fundamentalmente. Ha sido presentadora de diversos programas en la Televisión de Galicia (TVG), como el cultural Zigzag diario, Ciencianosa, En pé de festa, Arrampla con todo o A revista fin de semana. En Radio Galega fue directora y presentadora durante ocho años del programa As tardes da Galega y del programa especializado en literatura Chamando á Terra. También ha sido colaboradora de varias revistas y diarios. Actualmente presenta el cultural Zigzag Fin de Semana en TVG y coordina los programas culturales en la CRTVG.
Como escritora, se ha dirigido a todos los públicos desde el adulto a la literatura infantil y juvenil donde ha obtenido importantes galardones, entre ellos el Premio Lazarillo de Creación Literaria en 2014 con la obra en gallego, O meu pesadelo favorito. Ha formado parte en varias ocasiones de la lista White Ravens de Internationale Jugendbibliotheken de Múnich que recoge los mejores libros infantiles del mundo. En su obra para adultos ha recibido también premios cómo el Xerais de Novela por A culpa 2022 Su obra se ha publicado en varios idiomas: gallego, castellano, catalán, portugués, polaco, filipino, chino o italiano.

## Obras
Literatura infantil y juvenil
- Boa sorte, 2008, Baía.
- O tempo do revés, 2008, Baía.
- O fillo do Pintamonas, 2009, Tambre.
- Vou ter un irmán!!!, 2011, Galaxia.Traducido al castellano en 2016 por Algar, ¡Voy a tener un hermano! Al catalán en 2016 por Animallibres, Trindré un germanet! Y al valenciano por Bromera en 2016, Tindré un germanet!
- As meigas de Lupa, 2012, Xerais. En español en Anaya, 2016, como Las brujas de la reina Lupa.
- A verdadeira historia da mosca da tele, 2012, Galaxia. Publicado en español con el título La verdadera historia de la mosca de la tele, 2015, Anaya y en catalán La autèntica història de la mosca de la tele en Editorial Andana, 2016.
- O meu pesadelo favorito, 2015, Galaxia. Publicado en español como Mi pesadilla favorita, 2015, Siruela y en catalán como El meu malson favorit, Bromera, 2015.
- Teño uns pés perfectos y Tengo unos pies perfectos en gallego y español, 2015, Kalandraka. En catalán en 2017 Tinc uns peus perfectes, Kalandraka. En Portugués en 2018 'Tenho uns pés perfeitos, Kalandraka. En filipino 'Wala kayo sa paá ko!, Adarna.
- Os nenos da varíola, Galaxia, 2017. Publicado en la misma fecha en castellano en Anaya Los niños de la viruela y en catalán en Bromera L´expedició del doctor Balmis
- Quokka Moka, Xerais, 2019. Publicado en el mismo año en castellano en Anaya Quokka Moka y en catalán en Animallibres La Quokka Moka

Narrativa
- As horas roubadas, 2016, Xerais. En español, Las horas robadas, publicado por Grijalbo (grupo Penguin Random House)  2016. Traducida al polaco en 2017 por Kobiece, Skradzione godziny.
- A culpa, 2022, Premios Xerais de novela. En español, La culpa, publicado por Contraluz y también en catalán   2023.

Ensayo y divulgación
- Ecoloxía na aula, 1997, Lea.
- O libro do noso mar, 1999, Lea.
- ¿Quieres ser periodista?, 2017, Siruela. De María Solar y Luis Fraga.

Obras colectivas
- O libro dos Reis Magos. Xunta de Galicia-Galaxia, varios autores, 2012.
- Choven palabras no futuro. Gálix-Xunta de Galicia, varios autores, 2015.
- Nuevos cuentos de la esfinge. Ediciones Siruela, varios autores, 2015.
- Pico sacro. Ferido polo lóstrego e a lenda. Alvarellos Editora, varios autores, 2017.
- Contaxio. UNICEF, Autores: Ledicia Costas, Fran Alonso, María Solar. 2021.
- Qué tempos. Edicións Embora, varios autores, 2022.
- UNICEF: 75 años defendiendo los derechos de la infancia. Varios autores, 2022.

## Premios y reconocimientos
- 2009, Segundo premio de periodismo científico Galicia Innovación.
- 2013, Premio Frei Martín Sarmiento, por Vou ter un irmán!!!
- 2014, Premio Frei Martín Sarmiento, por A verdadeira historia da mosca da tele.
- 2014, Premio Lazarillo, por O meu pesadelo favorito.
- 2015, Lista White Ravens de Internationale Jugendbibliotheken de Múnich por Mi pesadilla favorita.
- 2015, Premio Fervenzas Literarias mejor libro infantil y juvenil por O meu pesadelo favorito.
- 2016, Premio al mejor libro de Literatura Infantil y Juvenil en la I Gala do Libro Galego por O meu pesadelo favorito.
- 2016, Lista White Ravens de Internationale Jugendbibliotheken de Múnich por  Teño uns pés perfectos
- 2017, Premio Frei Martín Sarmiento al mejor libro para adultos en 2017, por As horas roubadas.
- 2018, Premio al mejor libro juvenil de la III Gala do Libro Galego, por Os nenos da varíola.
- 2018, Finalista a mejor libro juvenil Premi Protagonista Jove del CLIJCAT por L´expedició del doctor Balmis
- 2018, Premio Fervenzas Literarias mejor libro juvenil por Os nenos da varíola.
- 2018, Finalista I Premi Menjallibres de Vila nova i la Geltrú 'L´expedició del doctor Balmis
- 2019, Premio Ínsua dos poetas de Creación Literaria.
- 2022, Premio Xerais, por A culpa.